# Berkhamsted
Berkhamsted – miasto w Wielkiej Brytanii, w Anglii, usytuowane w zachodniej części hrabstwa Hertfordshire pomiędzy miastem Tring a Hemel Hempstead. W 2001 r. miasto to zamieszkiwało 16 243 osób.
Niedaleko dworca zwiedzić można ruiny zamku pochodzącego z XI wieku, zaś w centrum miasteczka podziwiać można kościół św. Piotra.